# Reserva Humedal Melincué
La Reserva Humedal Melincué es un área protegida situada en el departamento General López, en la provincia de Santa Fe, Argentina.
La reserva abarca un área de 12 000 ha. que corresponde básicamente a la superficie de la laguna y sus costas, en la región de las pampas húmedas.
Fue creada mediante la ley provincial n.º 11634/98 e incluida posteriormente en la ley provincial n° 12175/03 de regulación del Sistema Provincial de Áreas naturales protegidas.

## Características generales
El objetivo de creación de la reserva fue preservar el ecosistema de asentamiento y nidificación de gran cantidad de especies de aves acuáticas.
En el año 2008 fue designada Sitio RAMSAR, extendiendo la superficie preservada como humedal a 92 000 ha.
La laguna Melincué es una de las más extensas de la región. Se caracteriza por sus aguas salobres y por sus límites imprecisos, ya que el espejo de agua puede sufrir grandes variaciones de superficie dependiendo de las precipitaciones directas, sumadas a los volúmenes de agua que se agregan a causa del escurrimiento de las zonas aledañas. Durante los últimos años, la superficie de la laguna muestra un incremento constante, lo que genera la disminución de las playas y franjas terrestres inmediatas y el cubrimiento de pequeños islotes en su interior.
La riqueza paisajística y las características de las aguas de la laguna Melincué fueron la base de un proyecto vinculado al desarrollo de la actividad turística que se remonta a las primeras décadas del siglo XX. De esa época quedan las ruinas del edificio de lo que fuera el Hotel Balneario Melincué, destruido ṕor las aguas en más de una ocasión y finalmente abandonado.

## Flora y fauna

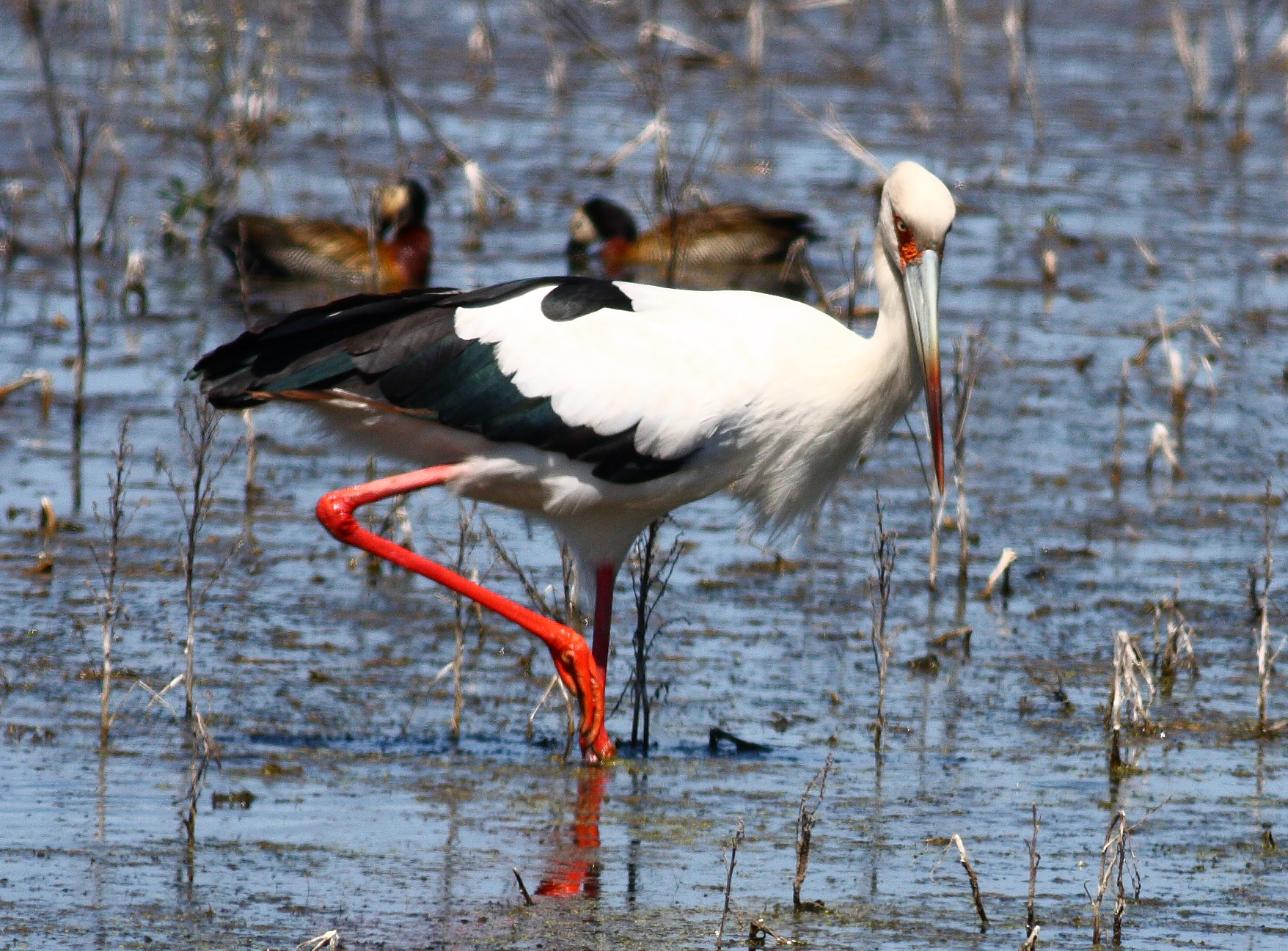
Cigüeña americana (Ciconia maguari).

La superficie terrestre que rodea la laguna es objeto de la práctica de actividades agropecuarias, por lo que la cobertura vegetal nativa ha sido desplazada y sólo está presente en la franja inmediata al espejo de agua, dado que sus características la hacen inapropiada para la agricultura o el pastoreo. En esta franja aparecen pastizales de "pelo de chancho" (Distichlis spicata), gramilla blanca (Paspalum vaginatum), espartillo (Spartina sp.) y junquillos (Scirpus sp.). Es posible encontrar algunos ejemplares dispersos de talas (Celtis tala), espinillos (Acacia caven), cina-cinas (Parkinsonia aculeata) y chañares (Geoffroea decorticans).
La importancia de este humedal radica en su riqueza ornitológica, fundamentalmente por ser el espacio de residencia y nidificación del flamenco andino (Phoenicopterus andinus), una variedad considerada vulnerable. Se ha registrado la presencia de hasta 1600 ejemplares de parina grande (Phoenicopterus andinus).
Entre las más de 70 especies identificadas y registradas, se encuentran, el inambú común (Nothura maculosa), el macá pico grueso (Podilymbus podiceps), el biguá (Phalacrocorax brasilianus), el cuervillo cara pelada (Phimosus infuscatus), la garza mora (Ardea cocoi), la cigüeña americana (Ciconia maguari), el flamenco austral (Phoenicopterus chilensis), el chajá (Chauna torquata), el sirirí pampa (Dendrocygna viduata) y varias otras especies de patos, el milano blanco (Elanus leucurus), el chimango (Milvago chimango), la gallineta común (Pardirallus sanguinolentus) y otras gallinetas, varias especies de palomas, algunas variedades de Tyrannidae como el doradito copetón (Pseudocolopteryx sclateri) o el benteveo (Pitangus sulphuratus), calandrias y tordos (Molothrus bonariensis).
El chorlo pampa (Pluvialis dominica) y el pitotoy grande (Tringa melanoleuca) son dos de las especies migratorias que llegan a la zona en época estival provenientes del hemisferio norte.